# Maria (Tuamotu)
Maria, a veces designado bajo el nombre de Maria Este para distinguirlo del atolón de las Islas Maria (o Maria Sur) ubicado en el archipiélago de las islas Australes, es un atolón del archipiélago de las Tuamotu en Polinesia Francesa. Está administrativamente vinculado al municipio de las Islas Gambier.

## Geografía
Maria Este se ubica en el extremo sudeste del archipiélago de las islas Tuamotu, a 57 km al sudeste de Matureivavao –el atolón del grupo Actéon más cercano–, a aproximadamente 75 km al suroeste del atolón de Marutea Sur, a 167 km al noroeste de las Islas Gambier al cual está administrativamente vinculado, y a 1430 km al este de Tahití. El atolón es oval, mide 5,6 km de longitud y 2,9 3 km² de anchura máxima con una superficie de tierras emergidas de 3 km² y una laguna de 7 km² desprovista de pasos. El relieve es plano y poco elevado, el agua de la laguna tiene una salinidad muy elevada.
Desde un punto de vista geológico, el atolón es una capa de coral (de 440 metros) que cubre la cumbre del monte volcánico submarino homónimo, que asciende 3145 metros desde la corteza oceánica, formado hace aproximadamente entre 30,6 y 31,4 millones de años.
El atolón está deshabitado y carece de construcciones.

## Historia
El primer europeo en hacer mención del atolón fue el explorador y diplomático francés Jacques-Antoine Moerenhout en marzo de 1829, que se acerca a él durante un viaje entre Chile y Papeete sin darle un nombre. En agosto de 1838, es el turno del navegador Jules Dumont de Urville de abordar el atolón y de darle el nombre de su descubridor. Ciertos mapas designan así este atolón bajo el nombre de « Moerenhout Island ».
En el siglo XIX] Maria se convierte en un territorio francés poblado entonces por aproximadamente 40 habitantes autóctonos hacia 1850.
Debido a los ciclones, el atolón tuvo que ser casi íntegramente reforestado de cocoteros en los años 1980-1990.

## Mención literaria
Jack London en su novela The Seed of McCoy (1909) – incluida en los Cuentos de las mares del sur – menciona el atolón de Moerenhout donde los pasajeros de la goélette Pirineo están obligados a desembarcar, describiéndolo como « un mal sitio, un muy mal sitio » del que podrán sin embargo marchar, indemnes.